# كينيث ووكر
كينيث ووكر (بالإنجليزية: Kenneth Walker)‏ (25 يونيو 1941 بملبورن في أستراليا - ) هو لاعب كريكت أسترالي. لعب مع فريق فكتوريا للكريكت.

## وصلات خارجية
- كينيث ووكر على موقع إي آس بي آن كريك إنفو (الإنجليزية)